# Chapelle-d'Armentières New Military Cemetery
Le « Chapelle-d'Armentières New Military Cemetery » est un cimetière de la Première Guerre mondiale situé à La Chapelle-d'Armentières (Nord). Le cimetière est entretenu par la Commonwealth War Graves Commission.

## Victimes
| Pays        | Victimes |
| ----------- | -------- |
| Royaume-Uni | 73       |
| Total       | 73       |

## Coordonnées GPS
50° 40′ 23″ nord, 2° 54′ 10″ est